# Ilyushin Il-18 (1946)

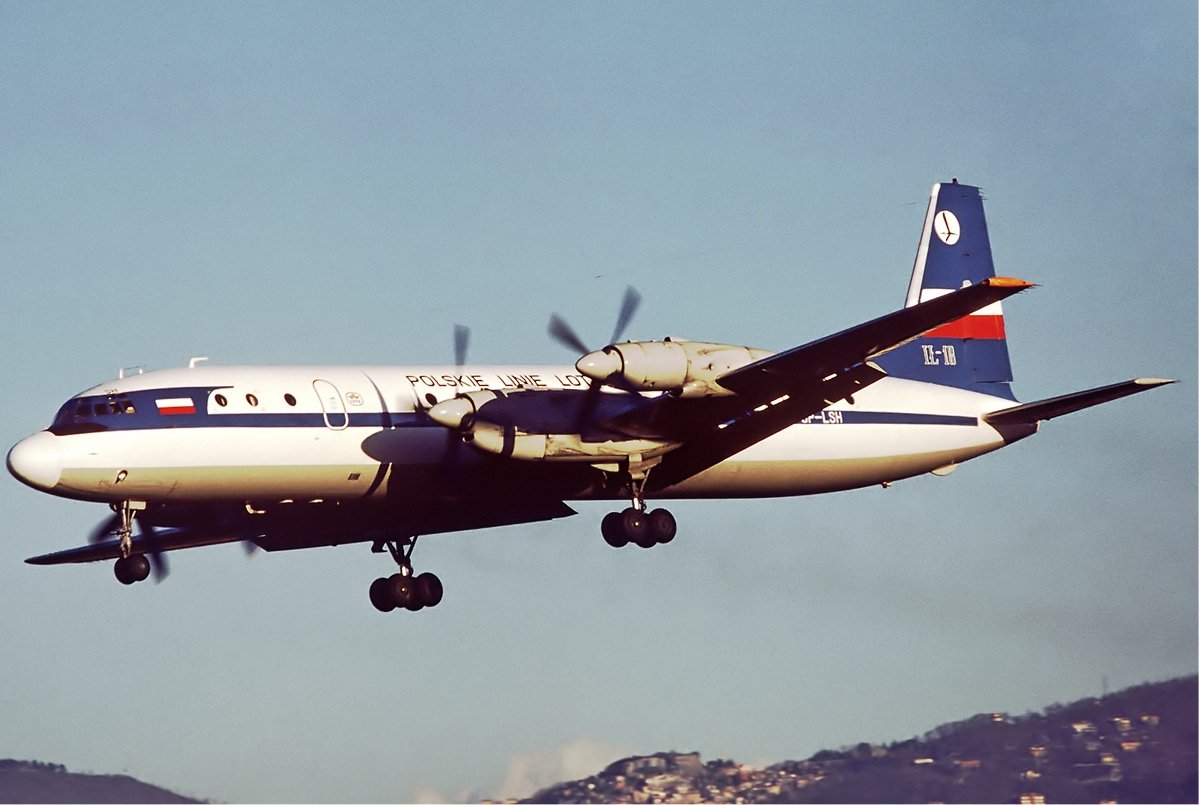
Imagem ilustrativa

O Ilyushin Il-18 foi um avião comercial quadrimotor soviético projetado e construído pela Ilyushin imediatamente após a Segunda Guerra Mundial. Apesar da aeronave ter sido bem sucedida, seus motores Shvetsov ASh-73TK não eram confiáveis o suficiente para uso civil e eram também utilizados para equipar o bombardeiro Tupolev Tu-4, sendo então cancelado em 1948.

## Projeto
O Il-18 foi projetado para suprir a necessidade da Aeroflot de uma aeronave de alta altitude e longo alcance para voar suas rotas nacionais e internacionais de longo alcance. Foi concebido como um monoplano cantilever de asa baixa, motorizado com quatro motores a diesel Charomskii ACh-32, como inicialmente utilizado no Ilyushin Il-12, com um trem de pouso triciclo. A fim de melhorar a Razão de planeio e a velocidade máxima da aeronave, a asa possuía um alongamento muito alto de 12. Deveria operar de ambas pistas pavimentadas ou não, com um comprimento menor que 1 000 metros (3 300 pé). Suas rodas principais eram maiores que o normal para operar em locais despreparados. A fuselagem pressurizada era circular, que provia espaço suficiente para bagagem e carga sob o piso da cabine. Vários modelos de cabine e assentos estavam sendo levados em consideração, de 66 assentos a 27 cabines com cama, mas não havia uma decisão antes do projeto ser cancelado.
Antes do Il-18 ter feito seu primeiro voo, os motores foram alterados para o motor radial a pistão Shvetsov ASh-73TK, pois estavam entrango em produção, diferentemente dos motores a diesel. Eles rodavam hélices de quatro pás com pitch variável, modelo AV-16NM-95. Sistemas de degelo eletro-termais foram instalados nos bordos de ataque das asas, estabilizadores horizontal e vertical, energizados por quatro geradores elétricos acoplados ao motor. Um sistema de degelo por sangria foi instalado nas janelas da Cabine de pilotagem e para as pás da hélice.
O primeiro voo do Il-18 foi realizado em 18 de Agosto de 1976, em uma configuração com 60 assentos, mesmo que os turbocompressores não tinham sido instalados em seus motores. Para ganhar tempo, Sergey Ilyushin deu a ordem para começar os voos de teste sem eles. Entretanto, isto provou ser em vão devido aos voos de testes não se concluírem até 30 de Julho de 1947, pois os turbocompressores não foram entregues em tempo. Outros problemas incluíam o curto espaço de tempo entre grandes manutenções para o ASh-73TKs, inicialmente apenas 25 horas, e a desintegração de um motor em 25 de Junho de 1947. As características de voo eram dóceis, e a cabine de passageiros provou ser mais confortável que a do Lisunov Li-2, C-47 Skytrain ou do Il-12. Possuía uma margem de potência confortável, permitindo manter voo de cruzeiro mesmo se um ou até dois motores não estivessem funcionando. Seus motores estavam cada vez mais escassos, pois eram requeridos para motorizar o Tupolev Tu-4, não sendo também suficientemente confiável para o uso econômico da aeronave, então o projeto foi cancelado.
O protótipo foi exibido no show aéreo em 1947 em Tushino, onde liderou uma formação de Il-12. Mais tarde, foi equipado com grilhões para reboque, sendo utilizado para os voos de teste do planador militar Ilyushin Il-32, sendo uma das poucas aeronaves suficientemente fortes para rebocar o planador. Sabe-se que voou até o início dos anos 1950, mas seu destino final é desconhecido..